# Верра
Верра (нім. Werra) — річка в Німеччині. Разом з Фульдою утворює річку Везер.
Долина Верри (Верратал) утворює натуральний кордон між горами Рен та Тюрингенським лісом.
Міста розташовані упродовж річки — Гільдбурггаузен, Майнінген, Бад-Зальцунген, Тіфенорт, Меркерс-Кізельбах, Філіппсталь, Герстунген, Ванфрід, Ешвеге, Вітценхаузен та Ганновер-Мюнден.